# D'banj
 (avril 2021).
Dapo Daniel Oyebanjo plus connu sous le nom de scène D'Banj est un musicien, chanteur, auteur-compositeur, rappeur, entrepreneur et personnalité de la télévision nigériane né le 9 juin 1980 à Zaria. 

## Enfance et premiers pas dans l'industrie musicale
Issu d'une famille de quatre enfants, D'banj a des jumeaux comme frère et sœur, Taiwo et Kehinde. Son frère ainé Femi mort à l'âge de 17 ans dans un crash d'avion est celui qui lui donne le goût de la musique. Dans son premier album All Da Way, on l'entend dire que ses parents voulaient faire de lui un officier militaire mais il a su les convaincre tant son amour pour la musique est fort et sincère.
Grand amoureux de l'harmonica, il affirme lors d'une interview qu'il jouait de cet instrument pour se rappeler son frère décédé. Il décide de quitter ses cours d'ingénieur en mécanique à l'université d'état de Lagos à la suite des nombreuses grèves. Dans la perspective de continuer ses études, il s'envole pour Londres en 2001 mais rencontre sur son chemin Don Jazzy qui aime autant la musique que lui et qui s'échine pour se faire un nom. Ils vont tous les deux y arriver mais aux prix de maints sacrifices et compromissions.
Quatre années après sa venue en Angleterre, Don Jazzy décide de rentrer et propose à son ami de venir avec lui pour que tous les deux, ils aillent se faire un nom dans la musique. Ainsi, en 2005, ils sortent le single Tongonlo dont le clip a été payé par la mère de D'banj. Ce single devient un succès instantané et a été largement acclamé dans tout le pays,,.

## Succès et discographie
Après le succès de son premier single avec Don Jazzy, D'banj sort dans la foulée son premier album. Ainsi, en 2005 No Long Thing sort. Propulsé par le single principal Tongolo, l'album s'est avéré être une véritable percée et un succès. D'banj se crée un personnage quand il chante. Son personnage s'appelle the Kokomaster qui prend diverses significations selon le contexte. Le succès des débuts de D'banj a conduit à des collaborations avec d'autres artistes tels que Dare Art Alade et Ikechukwu.
En 2006, le deuxième album de D'banj, Rundown Funk U Up sort et donne lieu à plusieurs singles, dont le single club, Tongolo (Remix), et le single principal Why Me ? Ce dernier s'est avéré être un autre succès.
En 2007, Curriculum Vitae sort avec son collectif Mo' Hits Allstars de Mo' Hits records qui regroupait des artistes comme Dr SID, Wande Coal, KaySwitch et D'Prince. Cet album collectif a connu un grand succès grâce aux singles Be Close To You, Booty Call et Move Your Body,,.    
Juillet 2008 est la date de sortie de The Entertainer, troisième album de l'artiste.   
En juin 2011, D'banj a été signé comme artiste sur le label G.O.O.D Music de Kanye West mais vers la fin de l'année 2016, il quitte le label de l'artiste américain,. En 2017, Il sort l'album intitulé King Don Come, avec des invités comme Gucci Mane, Wande Coal, Harry Songs, Bucie, Busiswa,,,.     
Il est plus connu en dehors du continent africain pour son tube Oliver Twist qui est une fusion entre l'afrobeat et la musique électronique et est l'un des artistes les plus prolifiques et des plus écoutés son pays. Il a remporté plusieurs trophées notamment les prix de la meilleure performance africaine aux MTV Europe Music Awards 2007, de l'artiste de l'année aux MTV Africa Music Awards 2009[réf. nécessaire], de la meilleure performance africaine à l'international aux BET Awards 2011, et le prix de l'évolution aux MTV Africa Music Awards 2015,. La musique de l'artiste est essentiellement une fusion entre l'Afrobeat et l'Afropop. Un choix musical fortement influencé par son amour pour Fela,,.     

## Vie privée
En juin 2016, D'banj a épousé Lineo Didi Kilgrow. Il a annoncé la naissance de leur fils, Daniel Oyebanjo III, en mai 2017. Mais à peine une année après, cet enfant se noie,,.
En juin 2020, après que D'banj ait posté sur les médias sociaux "dire non au viol", Seyitan Babatayo l'accuse de l'avoir violée en 2018, affirmant qu'elle veut juste l'interpeller sur son hypocrisie,. Après plusieurs jours, Babatayo publie une déclaration disant qu'elle et D'banj s'étaient mis d'accord sur un règlement "non monétaire", affirmant "Je veux juste ma paix",.
Le 3 juillet 2020, D'banj poursuit à son tour Babatayo en justice lui réclamant 1,5 milliard[De quoi ?] de Naira pour diffamation.

## Engagement humanitaire
D'banj est l'un des fondateurs de la Koko Foundation for Youth and Peace Development. une organisation créée pour aider les jeunes africains sans éducation à lutter contre les vices sociaux. Il est également le premier ambassadeur de la jeunesse pour la paix des Nations unies au Nigeria,.